# 地方税
地方税，简称地税，相對于中央税（国家税、联邦税）的称呼，由地方政府征收和管理的税收，属于地方财政收入的主要来源。

## 中华人民共和国地方税
中华人民共和国1984年以前，除关税明确为中央税外，其他税种多为中央和地方比例分成收入。从1985年起，逐步采取按税种划分中央税和地方税。1985年3月21日国务院颁布的《关于实行“划分税种、核定收支、分级包乾”的财政管理体制的规定》和其他有关规定，明确列为中央税的有：关税、烧油特别税、专项调节税和特别消费税等，同时还按企业隶属关系，将下列各部门缴纳的税列作中央固定收入即国务院和部办委直接管理的国有企业的所得税和调节税；铁道部和各银行总行、保险公司的营业税；海关代征的产品税和增值税；海洋石油外资、合资企业的工商统一税、所得税；石油部、电力部、石油化学总公司、有色金属总公司所属企业的产品税、营业税、增值税，以其70％作为中央财政固定收入。
除了特别规定以外，现行地方税种类包括资源税、房产税、城市地产税、城镇土地使用税、土地增值税、车船使用税、车船使用牌照税、城市维护建设税、印花税、属于中央和地方共享的税种有：所得税，包括个人所得税和企业所得税。
地方税具体由地方税务局征收，分为省、地和县三级，属于三级地方财政收入的范围；具体的征收和执行各省、自治区和直辖市不尽完全相同
。